# پایگاه داده شیء

نمونه‌ای از یک مدل شیءگرا

یک پایگاه داده شیء (به انگلیسی: Object database) یک سامانه مدیریت پایگاه داده است که در آن اطلاعات در قالب اشیاء نمایش می‌یابند، که مشابه همان شیءهایی است که در برنامه‌نویسی شیءگرا استفاده می‌شوند. پایگاه‌داده شیء با پایگاه داده رابطه‌ای (که مبتنی بر جدول هستند) متفاوت اند. پایگاه داده‌های شیء-رابطه‌ای ترکیبی از هر دو دیدگاه می‌باشند.
پایگاه داده‌های شیء از اوایل دهه ۱۹۸۰ مطرح شدند.
پایگاه‌های مختلفی برای برنامه‌نویسی شیءگرا طراحی شده‌اند که از جمله آنها می‌توان به آبجکت پاسکال، روبی، پایتون، پرل، جاوا، سی شارپ، ویژوال بیسیک دات‌نت، سی++، آبجکتیو-سی و اسمال‌تاک اشاره نمود.